# ضد الشمس
ضد الشمس (بالإنجليزية: Against the Sun) هو فيلم دراميّ أمريكي عن البقاء على قيد الحياة صدر عام 2014م، وهو من كتابة، وإنتاج، وإخراج بريان فالك وبطولة غاريت ديلاهونت، وتوم فيلتون، وجاك أبيل. تم إصدار الفيلم عبر نظام فيديو حسب الطلب في 23 يناير عام 2015م.

## القصة
الفيلم مستوحى من قصةٍ واقعية عن ثلاثة جنود بحرية أُجبروا على التخلص من طائرة القنابل المتفجرة في جنوب المحيط الهادئ خلال الحرب العالمية الثانية وبعدها يجدوا أنفسهم محاطون بالمحيط من جميع الجهات.
يحاول هؤلاء الغرباء الثلاثة النجاة من الجفاف، والمجاعة، وأسماك القرش، والعواصف، واحتمالية اعتقالهم لدى اليابانيين، ومن وحشة العزلة، واليأس، ومن بعضهم الآخر أثناء محاولتهم الإبحار لأكثر من ألف ميل ليحافظوا على حياتهم.

## طاقم العمل
- غاريت ديلاهونت في دور الطيار هارولد ديكسون
- توم فيلتون في دور المدفعي توني باستولا
- جاك أبيل في دور جندي المخابرة جين ألدريتش
- ناديا بارا في دور فرانسيس (شقيقة توني)
- كوينتون فلين في دور راوي الفيلم

## المعلومات المقتبسة من الواقع

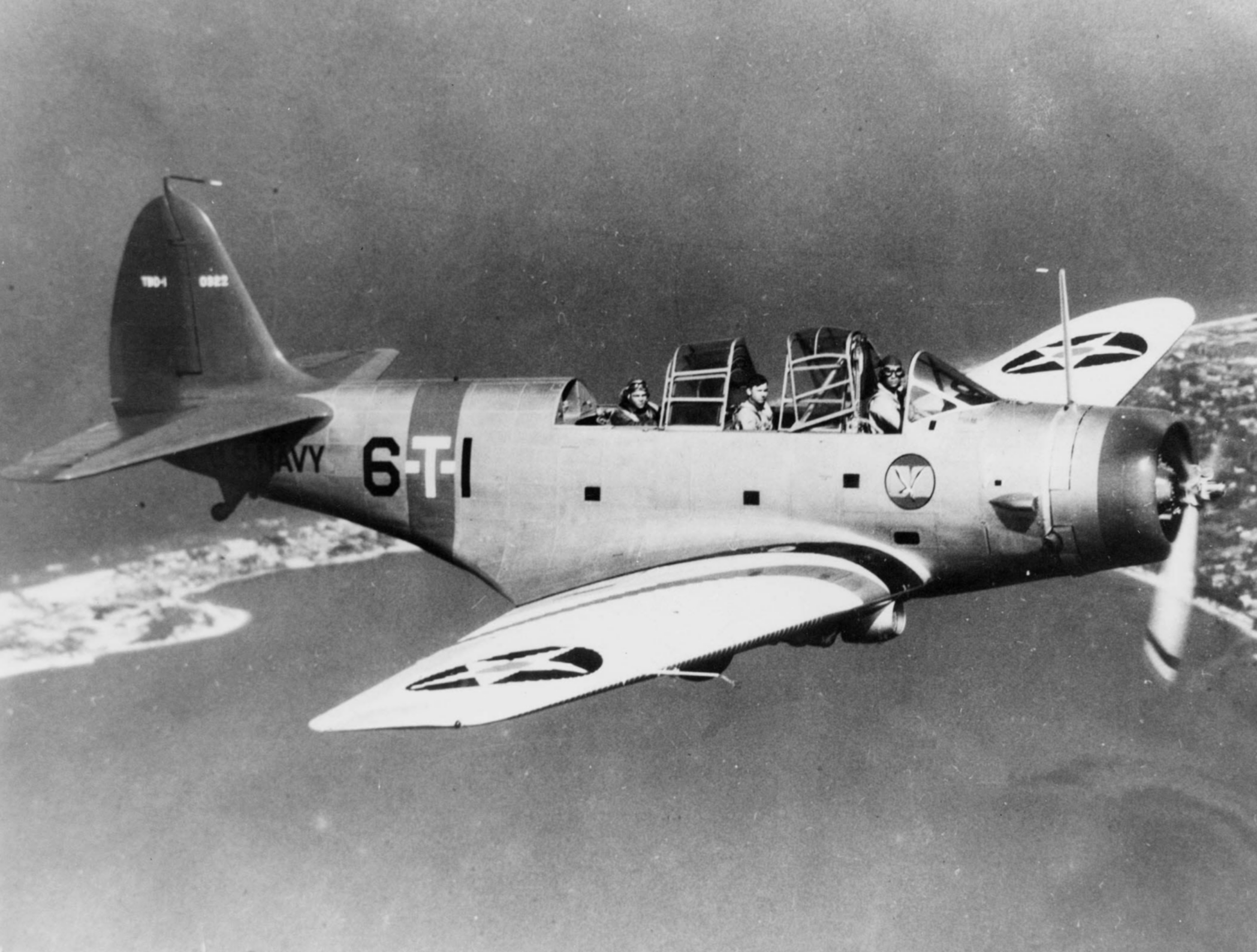
صورة لطائرة القنابل المتفجرة (TBD)مشابهة للمركبة الجوية التي حلق بها ديكسون

في ١٦ يناير عام ١٩٤٢م، الطيار ديكسون رئيس ميكانيكي الطائرات ومجند في الطيران البحري (٤٢ سنة من لا ميسا، كاليفورنيا)، وجندي المخابرات جين ألدريتش (٢٢ سنة من سايكستون، ميزوري)، أنثوني باستولا جندي المدفعية (٢٤ سنة من يونغزتاون، أوهايو) أقلعوا من حاملة الطائرات الأمريكية في طائرة قاذفة القنابل -Douglas TBD- رقم ٠٣٣٥ وكانت جزء من أسطول الطائرات (VT-6). كلفوا بأداء استطلاع مضاد للغواصات عبر المحيط الهادئ وكانوا يحافظون على تجنب التواصل اللاسلكي لتأمين حاملة الطائرات من رصد اليابانيون. 
ثم بعد ذلك، فقدت الطائرة الموقع ولم يتمكنوا من العودة إلى الحاملة، وأُجبر ديكسون على الهبوط والتخلص من الطائرة بسبب نفاد الوقود ثمَّ سرعان ما غرقت الطائرة مع جميع معدات النجاة للطاقم. فتسلقوا إلى زورق النجاة الصغير وظلوا يحاولون العيش على مياه المطر والمؤنة الضئيلة حتى انجرفوا في البحر لمدة ٣٤ يومًا وقطعوا أكثر من ألف ميل قبل أن يصلوا إلى جزيرة مرجانية تدعى بوكا بوكا. وبعد ذلك بأسبوع، تمت استعادة الطاقم بطائرة مائية من يو أس أس سوان -طائرة مخصصة لكشف الألغام- 

### الأوسمة
حصل ديكسون على وسام صليب البحرية لجهوده المبذولة في إبقاء طاقمه على قيد الحياة، وينص الاقتباس: "للشجاعة البالغة، والعزيمة الاستثنائية، والدهاء، ولمهارة الملاحة البحرية، وللقرارات الصائبة، ولأعظم صفات القيادة."
وحصل كلا من باستولا وألدريتش على ثناء رئيسي لشجاعتهما الاستثنائية، ولثباتهما، ولقوة شخصياتهما، ولصبرهما الفائق.
قارب النجاة الذي أبحر به الجنود معروض في متحف الطيران البحري الوطني. 

### النصب التذكارية
توفي ديكسون يوم 26 يونيو عام 1987م ودفن في مقبرة فورت روكرانز الوطنية.
توفي باستولا في يوم 19 أكتوبر عام 1982م ودفن في أوهايو.
توفي ألدريتش بسبب مرض السرطان في يوم 27 مارس عام 1973م في سان دييغو.

## الإصدار
كان العرض الأول للفيلم في المتحف الوطني للحرب العالمية الثانية في نيو أورلينز-مدينة في لويزيانا-، في يوم ٢٣ نوفمبر عام ٢٠١٤م. صدرَ الفيلم بنظام فيديو حسب الطلب يوم ٢٣ يناير سنة ٢٠١٥م، كما عُرض أيضًا في مسرح أرينا في لوس انجلوس.

## آراء النقاد
تلقى الفيلم مراجعات إيجابية متفاوتة من النقاد وقد حصل على مجموعة ٦٧ نقطة من ١٠٠ في موقع روتن توميتوز استنادًا إلى تسعة مراجعين مع متوسط التقييمات بين ٦.٤ من ١٠ وعلى موقع ميتاكريتيك حصل الفيلم على ٤٣ نقطة من ١٠٠ استنادًا إلى خمسة مراجعين
وقيل في جريدة لوس أنجلوس تايمز: "أن الفيلم كان مثير للإعجاب ولكن تمت مقارنته سلبيًا بفيلم أنجيليا جولي -لا يتكسر- الذي صدرَ قبل الفيلم بشهر."

## اقرأ أيضاً
- بوكابوكا
- فيلم البقاء على قيد الحياة ، قائمة تشتمل على أفلام ذات صلة بنوع الفيلم.

## روابط خارجية
- ضد الشمس على موقع IMDb (الإنجليزية)
- ضد الشمس على موقع ميتاكريتيك (الإنجليزية)
- ضد الشمس على موقع روتن توميتوز (الإنجليزية)
- ضد الشمس على موقع ألو سيني (الفرنسية)
- ضد الشمس على موقع Turner Classic Movies (الإنجليزية)
- ضد الشمس على موقع أول موفي (الإنجليزية)
- ضد الشمس على موقع بوكس أوفيس موجو (الإنجليزية)
- ضد الشمس على موقع فيلمافينيتي (الإسبانية)
- ضد الشمس على موقع قاعدة بيانات الفيلم (الإنجليزية)
- ضد الشمس على موقع ليتربوكسد (الإنجليزية)
- الموقع الرسمي